# Cocorăștii Colț
Cocorăștii Colț es una comuna ubicada en el distrito de Prahova, Rumania.

## Superficie
Posee una superficie de 26,71 kilómetros cuadrados.

## Demografía
Hasta 2021 la población era de 2681 habitantes, con una densidad de población de 100,4 habitantes por kilómetro cuadrado.